# Cyathea inquinans
Cyathea inquinans är en ormbunkeart som beskrevs av Christ. Cyathea inquinans ingår i släktet Cyathea och familjen Cyatheaceae. Inga underarter finns listade.